# Aleksandr Swanidze

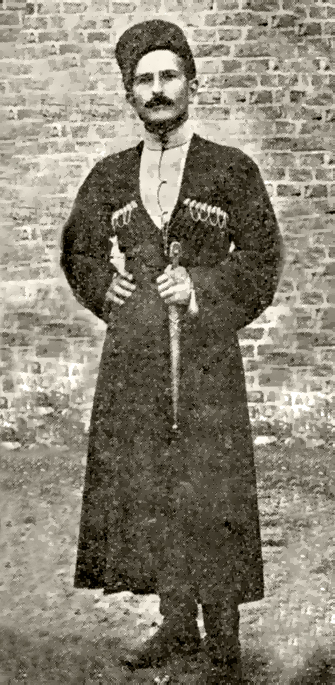
Aleksandr Swanidze

Aleksandr Siemionowicz Swanidze (gruz. ალექსანდრე სვანიძე, ur. 1886 (według innych informacji w 1884) we wsi Badżi w guberni kutaiskiej, zm. 20 sierpnia 1941) – gruziński działacz bolszewicki i historyk.

## Życiorys
Urodził się w rodzinie szlacheckiej, był bratem Jekatieriny Swanidze, pierwszej żony Stalina, z którym się zaprzyjaźnił. Skończył szkołę średnią w Tbilisi, w 1903 wstąpił do partii bolszewickiej SDPRR, 1905–1910 prowadził podziemną działalność komunistyczną w Tbilisi pod pseud. „Alosza”. W 1910 udał się na emigrację, ukończył studia na Wydziale Historyczno–Filologicznym Uniwersytetu w Jenie, powrócił do kraju w 1916, po czym do 1919 pracował w Tbilisi jako wykładowca. Następnie 1920–1921 był pomocnikiem szefa wydziału Ludowego Komisariatu Spraw Zagranicznych RFSRR, w 1921 został ludowym komisarzem oświaty Gruzińskiej SRR, od 1921 do grudnia 1922 ludowym komisarzem finansów Gruzińskiej SRR, potem ludowym komisarzem finansów ZFSRR i jednocześnie członkiem Kolegium Ludowego Komisariatu Finansów ZSRR. W 1924 został przedstawicielem handlowym ZSRR w Niemczech, później generalnym agentem Ludowego Komisariatu Finansów ZSRR w Berlinie, 1928–1929 był przewodniczącym Zarządu Spółki Akcyjnej „Eksportmarganiec”, a od 1930 do grudnia 1931 zastępcą przedstawiciela handlowego ZSRR w Niemczech. Od grudnia 1931 do 1937 był przewodniczącym Zarządu Wniesztorgbanku ZSRR i jednocześnie redaktorem pisma „Wiestnik Adiewniej Istorii” Akademii Nauk ZSRR oraz zastępcą przewodniczącego Zarządu Banku Państwowego ZSRR.
23 grudnia 1937 został aresztowany podczas wielkiej czystki i 4 grudnia 1940 skazany na śmierć przez Wojskowe Kolegium Sądu Najwyższego ZSRR pod zarzutem jakoby w 1922 został zwerbowany przez Sokolnikowa i przyłączył się do nacjonalistycznego ugrupowania w Gruzji, w 1929 przyłączył się do antyradzieckich organizacji prawicowych, a w 1932 ustanowił antyradzieckie związki z Sokolnikowem, któremu miał udzielić zgody na udział w antyradzieckiej działalności. 23 stycznia 1941 karę zamieniono mu na 15 lat pozbawienia wolności, jednak 20 sierpnia 1941 na plenum Sądu Najwyższego ZSRR przywrócono wyrok z 4 grudnia 1940 – rozstrzelanie, wykonaną tego samego dnia. 5 marca 1943 rozstrzelano także jego żonę. 19 stycznia 1956 został pośmiertnie zrehabilitowany.